# Định Tương
Định Tương (chữ Hán giản thể: 定襄县, âm Hán Việt: Định Tương huyện) là một huyện thuộc địa cấp thị Hãn Châu, tỉnh Sơn Tây, Cộng hòa Nhân dân Trung Hoa. Huyện Định Tương có diện tích 864 km², dân số năm 2003 là 210.000 người. Huyện Định Tương có 3 trấn và 12 hương.
- Trấn: Thành Quan, Hà Biên, Hoành Đạo.
- Hương: Dương Phương, Nam Trang, Quý Trang, Thần Sơn, Tương Thôn, Nam Vương, Lý Gia Trang, Đổng Gia Yển, Sử Gia Cương, Bạch Thôn, Thụ Lục, Quan Trang.